# Savário III de Thouars
Savário III ou Savary III de Thouars (960 - 1004) foi um nobre de França, foi senhor feudal do Viscondado de Thouars entre 997 e 1004
Foi o sucessor de seu pai no governo dos viscondado no ano de 997, depois do falecimento precoce do seu irmão também em 997, Amalrico III do Thouars que era o herdeiro legitimo. 
Savário foi igualmente chamado a prestar serviços em atos oficiais na Casa real como testemunha em diversos atos. 

## Relações familiares
Foi filho de Herberto I de Thouars (925 - 987) e de Hildegarda de Aulnay também denominada como Aldearda de Aulnay, filha de Cadelão I de Aulnay (900 - 954), Visconde de Aulnay e de Senegunda de Marcillac. 
Foi pai de:
1. Godofredo II de Thouars (990 - 1055), foi o 10º visconde de Thouars desde 1015 até 1055 ano da sua morte. Casou-se com Inês de Blois filha de Eudes I de Blois (950 – 12 de março de 995 ou 996) Conde de Blois e Berta da Borgonha.
2. Hugo Almarico de Thouars.[7]